# Der alte Großvater und der Enkel

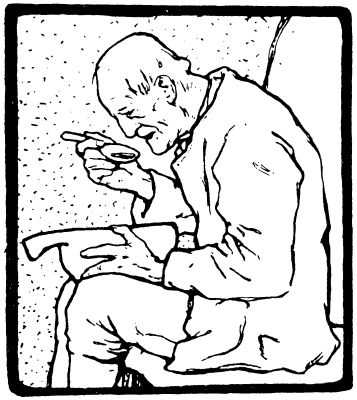
Illustration von Otto Ubbelohde, 1909

Der alte Großvater und der Enkel ist eine moralische Parabel (ATU 980 (1)). Sie steht in den Kinder- und Hausmärchen der Brüder Grimm an Stelle 78 (KHM 78) und stammt aus Johann Heinrich Jung-Stillings Autobiographie Heinrich Stillings Jünglingsjahre (1778), ist aber schon früher bezeugt. Jung-Stillings Fassung basiert auf Johann Michael Moscheroschs Mahngedicht Kinderspiegel von 1643 in Insomnis cura parentum.

## Inhalt
Der alte Großvater kann seine Suppe nicht mehr richtig essen, er verschüttet sie, und sie läuft ihm auch immer wieder aus dem Mund. Da sich sein Sohn und seine Schwiegertochter davor ekeln, muss er beim Essen in der Ecke sitzen. Als er dazu noch seine Schüssel zerbricht, bekommt er nur noch einen Holznapf, aus dem er essen muss. Kurz darauf trägt der vierjährige Enkel kleine Brettlein zusammen und erklärt den Eltern, er wolle ein Tröglein machen, aus dem Vater und Mutter essen sollen, wenn er groß ist und sie dann alt sind. Daraufhin fangen die Eltern an zu weinen und holen den Großvater wieder an den Esstisch.

## Herkunft
Der ab der 1. Auflage von Grimms Kinder- und Hausmärchen (1812) als Nr. 78 wiedergegebene Text gehört zu der gar nicht so kleinen Zahl von Geschichten, welche die Brüder Grimm gedruckten Vorlagen entnommen haben. Grimms Anmerkung nennt neben der Quelle, Johann Heinrich Jung-Stillings Heinrich Stillings Jünglingsjahre, noch weitere mündliche und schriftliche Fassungen.
In Heinrich Stillings Jünglingsjahre wird die Geschichte gegen Anfang von einem Jungen in der Lateinschule erzählt und passt zu den veränderten häuslichen Verhältnissen nach dem Tod des Großvaters: 

„„Ja“, versetzte der Knabe, „ich hab dabeigestanden, wie's geschah.“ Henrich Stilling aber lachte nicht, er stund und sah vor sich nieder; die Geschichte drung ihm durch Mark und Bein, bis ins Innerste seiner Seelen; endlich fing er an: „Das sollte meinem Großvater widerfahren sein! …““

Die Brüder Grimm übernahmen den Text unverändert, lediglich den Namen („der alte Frühling“) und zeitgebundene Formulierungen („ehgestern sein irdenes Schüsselchen zerbrochen“) ließen sie weg. In ihrer Fassung wurde die Geschichte weltberühmt, was weder durch die Wiedergabe Jung-Stillings noch durch die lange und gut belegte Überlieferungsgeschichte geschehen wäre.

## Bemerkungen
Das Märchen ist völlig untypisch für die Sammlung der Brüder Grimm, es handelt sich mehr um eine kurze belehrende Erzählung. Zudem enthält es weder märchenhafte noch unwahrscheinliche Elemente, das Märchen könnte, so wie es geschrieben ist, geschehen sein. Völlig natürlich und kindgerecht ist auch das Verhalten des Kindes, das bei den Eltern Erlebte spielerisch nachahmen zu wollen. Ob das Kind seine Eltern mit Absicht beschämen will, geht aus dem Märchen nicht hervor. Das Märchen ist aufgrund seiner Kürze, seiner Gewaltlosigkeit und seiner eingängigen Moral oft in Lesebüchern für Grundschulen zu finden. Ein ähnliches Thema haben Grimms Märchen Nr. 145 Der undankbare Sohn und Hebels Kalendergeschichte Kindesdank und -undank.